# Geomyza
Geomyza är ett släkte av tvåvingar. Geomyza ingår i familjen gräsflugor.

## Dottertaxa tillGeomyza, i alfabetisk ordning[1][2]
- Geomyza acutipennis
- Geomyza adusta
- Geomyza advena
- Geomyza alluaudi
- Geomyza angustipennis
- Geomyza annae
- Geomyza apicalis
- Geomyza balachowskyi
- Geomyza bifida
- Geomyza breviforceps
- Geomyza breviseta
- Geomyza chuana
- Geomyza combinata
- Geomyza consobrina
- Geomyza coquilletti
- Geomyza denigrata
- Geomyza dolomata
- Geomyza elbergi
- Geomyza envirata
- Geomyza hackmani
- Geomyza hissarica
- Geomyza kazakhstanica
- Geomyza lurida
- Geomyza majuscula
- Geomyza martineki
- Geomyza monticola
- Geomyza nartshukae
- Geomyza nubilipuncta
- Geomyza opaca
- Geomyza paganettii
- Geomyza parvistigma
- Geomyza pilosula
- Geomyza silvatica
- Geomyza subnigra
- Geomyza tripunctata
- Geomyza tundrarum
- Geomyza velata
- Geomyza venusta
- Geomyza vespertina
- Geomyza zumetae